# Antoine Favre
Antoine Favre, apelidado de Presidente Favre, (5 de Outubro de 1557, Bourg-en-Bresse - 28 de Fevereiro de 1624, Chambéry), o barão de Meximieux, foi um advogado e escritor de Savoie.

## Uma Rápida Carreira Na Justiça de Savois

Brazão da Família Favre

Antoine Favre nasceu no dia 5 de Outubro de 1557 em Bourg-en-Bresse, no Ducado de Savoie. Bresse será cedida ao Reino da França após o Tratado de Lyon de 1601.
Filho de um membro da alta magistratura de Bresse (conselheiro e advogado fiscal) Philibert Favre  e de Bonne de Châtillon, Antoine Favre iniciou seus estudos no colégio de Meximieux, após as perseguições dos jesuítas em París , no Collège de Clermont. Em seguida, ingressou na Universidade de Turin, onde obteve seu doutorado em direito em 1579. · . Aos 22 anos, era advogado e doutor em direito. Seu primeiro livro seria publicado dois anos mais tarde. Em 1584, aos 27 anos de idade - antes da idade mínima requerida - foi nomeado juiz-mor de Bresse e de Bugey.
Havendo sido, um de seus ancestrais, secretário da contessa Bonne de Bourbon, avó e tutora de Amédée VIII de Savoie, Antoine ingressou no serviço de Charles-Emmanuel I de Savoie, e se fixou em Chambéry.
Como consequência de suas obras como jurista, Antoine Favre integrou, desde os 30 anos de idade, em 1587, o Senado Soberano de Savoie, obtendo ainda, por decreto, o título de Barão de Pérouges. Foi nomeado, em seguida, presidente da província de Genevois en 1596 , a pedido do Duque de Genebra Henrique I de Saboia-Nemours, e reorganizou a justiça dentro do perímetro do tribunal de Annecy.
Jurisconsulto eminente, trabalhando quatorze horas por dia, foi nomeado, após a publicação do Codex Fabrianus em 1606, Presidente do Senado de Savoie em 1608, e voltou para Chambéry. Era naquela época a mais alta autoridade legal no Ducado de Savoie. Antoine Favre foi enviado repetidamente à missões diplomáticas por Charles-Emmanuel I de Savoie. Também foi comandante-geral do Ducado em torno de 1610.
Em sua vida, Antoine Favre foi celebrado como o maior jurista, e foi constantemente consultado por advogados e magistrados de toda a Europa.

## Um advogado envolvido na vida cultural e religiosa
Interessado na vida cultural, ele foi amigo do escritor Honoré d''Urfé e de Francisco de Sales, um eminente filósofo e teólogo, Príncipe Bispo de Genebra, e futuro doutor da Igreja. Com o último, ele fundou em Annecy, a Académie Florimontane em 1607, a primeira academia da língua francesa. A ambição era de oferecer cursos gratuitos.
Antoine Favre tentou se aventurar em literatura; em 1589, ele ofereceu para Charles-Emmanuel I de Savoie, uma tragédia na antiga Roma :  Les Gordians et Maximins ou l'Ambition, œuvre tragique, Premiers et derniers Essays de poésie d'Antoine Favre, bem longe das obras à luz do tempo. Ele também escreveu, em 1595, uma coleção de poemas espirituais
Ao longo de sua vida, Antoine Favre doou quantidades substanciais de dinheiro, secretamente, aos pobres, a ponto de vender uma parte de seu mobiliário e pratos durante os anos de fome. Casou-se em seu primeiro casamento com Benoîte Favre (falecida em 1605), dama de Vaugelas, filha do mestre Claude Favre, o burguês de Perugia, em 1581 · . Tiveram oito filhos. Um de seus filhos, Claude Favre de Vaugelas (1585-1650), formado em letras, foi um membro da Académie Française a partir de sua fundação, em 1635, e diretor do famoso Dicionário da Academia, cargo que ocupou até sua morte. Sua filha, Jacqueline, foi uma das primeiras membras da Ordem da Visitação, e superior do convento de Chambéry. Três de seus filhos seguiram a carreira jurídica ; René Favre de Valbonne (1583-1656), o barão de Meximieux, foi presidente do Conselho de Genevois, do Senado e do Conselho de Estado, assim como seu irmão, Jean-Claude e Philibert, foi juiz-mor de Chablais. Finalmente Antoine vira capelão e reitor da Sainte-Chapelle de Chambéry. Após a morte de sua primeira esposa, em 1606, ele se casou com sua segunda mulher, Philiberte Martin de La Pérouse, filha de Michel Martin de la Perouse e Clartanset, e viúva de Claude Daniel.

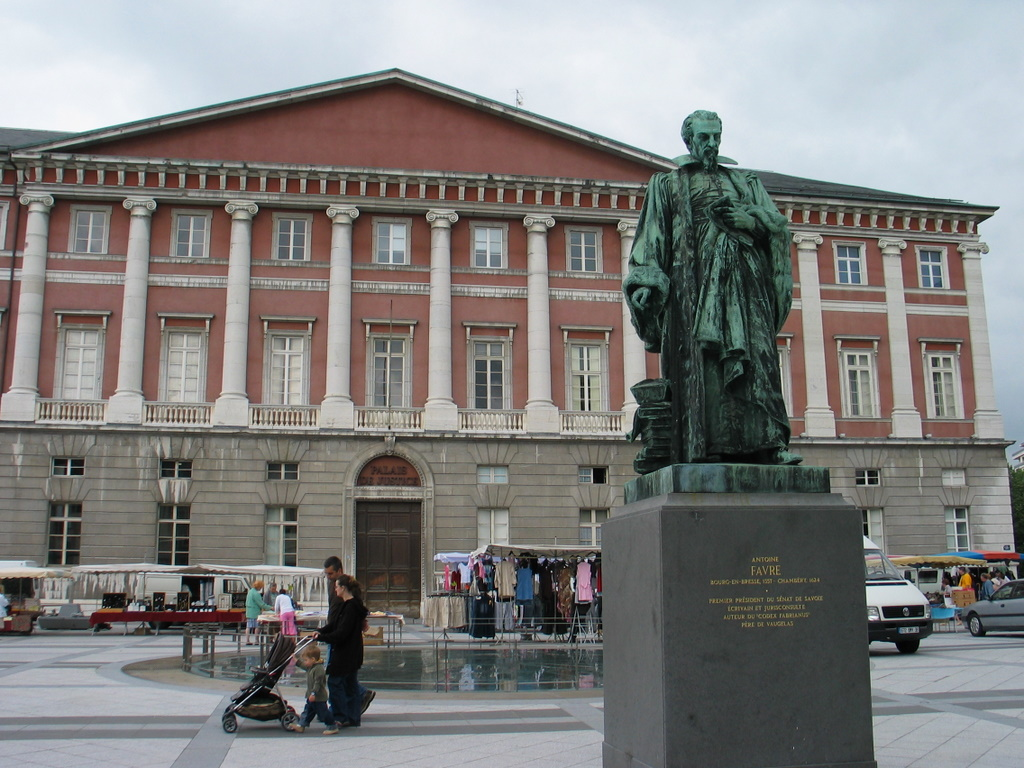
Estátua de Antoine Favre, em Chambéry, na praça do Tribunal de Justiça

Antoine Favre morreu no dia 26 de fevereiro de 1624. Por iniciativa da cidade de Chambéry e da Academia de Savoie, uma estátua de bronze, esculpida por Alphonse Gumery foi inaugurada em 15 de agosto de 1865, na frente do Palácio de Justiça de Chambéry. Ele é representado de pé, entre representações da Ciência e da jurisprudência. Desde a remodelação do local em 2004, as três estátuas estão em suportes separados.

## Os fundamentos da Lei e a jurisprudência
Ele reformou a jurisprudência no sentido de uma maior consistência na busca de interpretação da Pandectes no espírito da lei e não nos argumentos dos comentadores, e escreveu para esta finalidade várias obras respeitadas. Foi em 1581, aos 24 anos, que publicou seu primeiro livro: Conjecturarum juris civilis libri tres, sobre a reforma do sistema Justiciário.
Em seu Conjecturarum, Antoine Favre aborda com a energia e acuidade características, a caça às interpolações. Determinado a percorrer os traços de Cujas e de Alciat, ele observou muitos erros de gramática, o que lhe permitiu detectar a intervenção de Triboniano na elaboração dos textos do Digesto.
Antoine Favre é conhecido principalmente por sua coleção de jurisprudência; foi com o propósito ajudar os praticantes do direito se beneficiarem com seus trabalhos, que Favre escreveu o Codex Fabrianus (disse Código Fabrien), cuja primeira edição apareceu em Lyon, em 1606. Apesar de seu tamanho generoso - 1124 páginas na edição de Genebra, de 1765 - ele continua a ser um trabalho de consulta. Isso deu a Antoine Favre, a ideia do livro das sentenças, isto é, ele explicou, a publicação na França do Código Henri, bem como uma conversa com Charles-Emmanuel I de Savoie, que pretendia pôr fim a abusos e a tomada de decisões contraditórias.
Para Antoine Favre apenas a codificação das sentenças mais notáveis do Soberano Senado de Savoie poderia remediar a situação deplorável em que se encontrava, então, a ciência jurídica. No entanto, seus livros em latim sobre a jurisprudência caíram gradualmente no esquecimento, com a exceção do Codex Fabrianus, que, até a Anexação de Savoie e Nice pela França, em 1860, permaneceu como guia dos advogados e juízes no Ducado de Savoie e do Condado de Nice.

## Obras de Antoine Favre
- Conjecturarum juris civilis; 1. XX, essais juridiques - Lyon, 1580-1581
- Les Gordians et Maximins ou l'Ambition, tragédie en 5 actes et en vers - Chambéry, Pomar, 1589
- Centurie premiere de sonets spirituels de l'amour divin et de la penitence", dédiée à François de Sales - 1595
- De Erroribus Pragmaticorum et interpretum juris. Chiliades, essais juridiques 4 vol. - Lyon, 1598 (Les Cent décades des erreurs des praticiens).
- De Patrui hoereditate in solos fratrum filios dividenda - Lyon, 1598
- Les Entretiens spirituels dédiés à Madame Marguerite princesse de Savoye, œuvre de poésie religieuse et morale - Turin, 1601
- Rationalia in Pandectas, 5 vol. in-folio - Genève, 1601
- Codex Fabrianus definitionum forensium et rerum in sacro Sabaudiae Senatu tractatarum, recueil de décisions du Sénat de Savoie et ouvrage jurisprudentiel, en 9 livres - Genève, Lyon, 1606 (La loi et les prophètes)
- Jurisprudentiae Papinianae sententia ad ordinem institutionum imperalium efformata, Ouvrage jurisprudentiel - Lyon, 1607
- De variis nummariorum debitorum solutionibus adv. Carol, Molineum - Turin, 1614
- De Montisferrati Ducatu contra ducem Mantuae pro duce Sabaudiae consultatio - Lyon, 1619
- De Laudimiis Decades - Turin, 1629
- Informationes facti et juris in causa ferrariensi